# Jan Kanty Piętak
Jan Kanty Piętak (ur. 1885 we Lwowie, zm. 10 kwietnia 1933 w Otwocku) – polski prawnik z tytułem doktora, urzędnik w Prezydium Rady Ministrów II Rzeczypospolitej, pierwszy prezes Najwyższego Trybunału Administracyjnego.

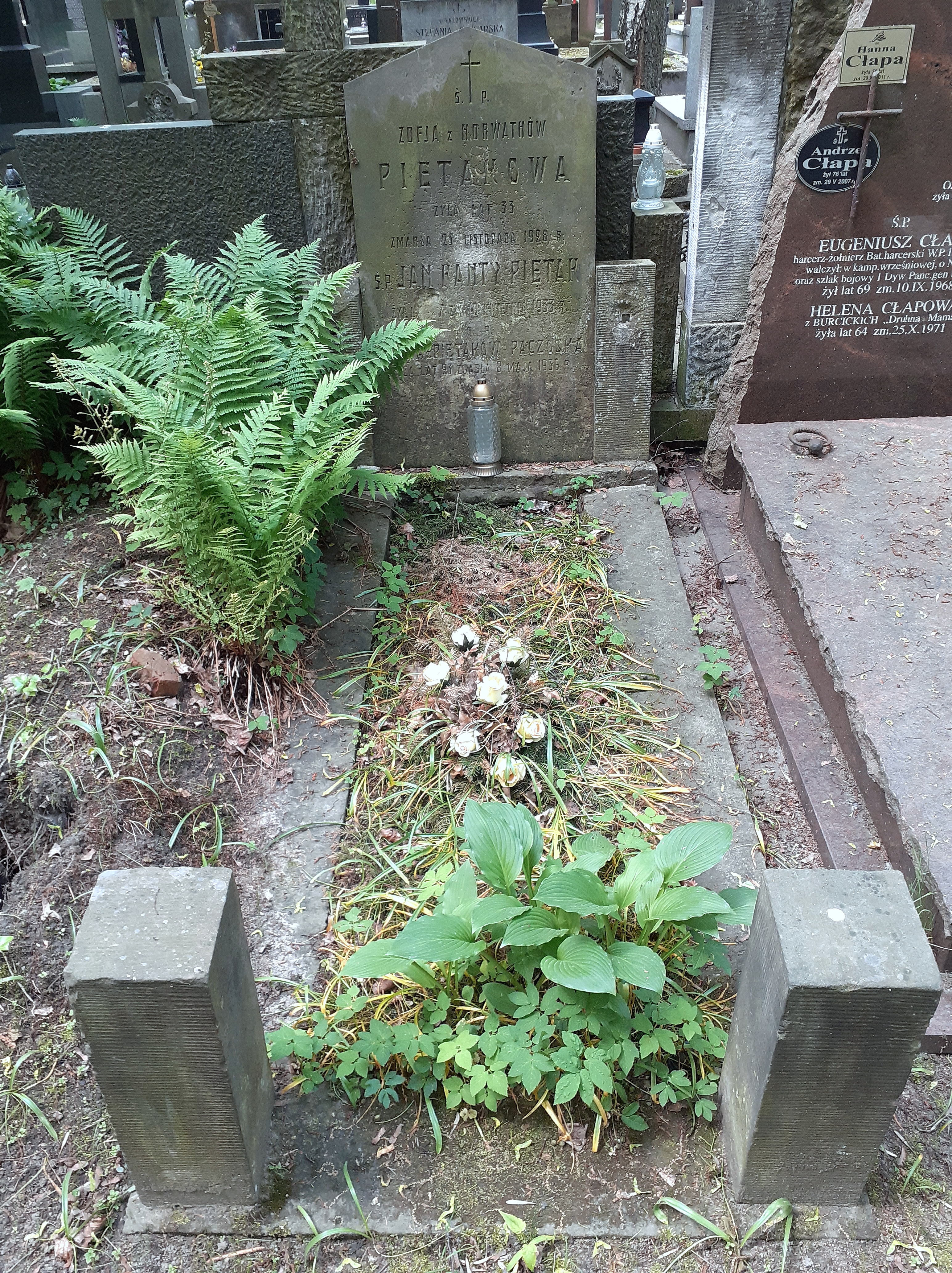
Grobowiec rodzinny Jana Kantego Piętaka

## Życiorys
Urodził się w 1885 we Lwowie. W 1903 w C. K. Gimnazjum im. Franciszka Józefa we Lwowie ukończył VIII klasę i zdał egzamin dojrzałości (w jego klasie byli m.in. Wawrzyniec Kubala, Kazimierz Thullie). W 1907 ukończył studia prawa na Wydziale Prawa Uniwersytetu Lwowskiego. Następnie pracował w c. k. Namiestnictwie we Lwowie, od 1913 w c. k. Ministerstwie Skarbu w Wiedniu, przez dwa lata w sekretariacie prawniczym c. k. Trybunału Administracyjnego w Wiedniu, po czym był urzędnikiem prezydialnym w c. k. Ministerstwie Wyznań i Oświecenia w Wiedniu. Do 1918 był przydzielony do służby w c. k. Trybunale Administracyjnym (niem. K. K. Verwaltungs-Gerichtshof) w randze radcy sekcji pełniąc funkcję komisarza finansowego z c. k. Ministerstwa Finansów.
Po odzyskaniu przez Polskę niepodległości w charakterze starszego referenta, a od 1920 w randze radcy ministerialnego kierował referatem wyznania prawosławnego w Ministerstwie Wyznań Religijnych i Oświecenia Publicznego, po czym został zwolniony na własną prośbę z dniem 30 czerwca 1922 (po ogłoszeniu autokefalii kościoła prawosławnego w Polsce) i przeszedł do pracy w Prezydium Rady Ministrów. W Prezydium Rady Ministrów był radcą prawnym w Departamencie Ustawodawczym. Następnie od sierpnia 1926 kierownikiem Działu Prawnego Prezesa Rady Ministrów, a od 1 kwietnia 1927 do 3 listopada 1932 był szefem Biura Prawnego Prezesa Rady Ministrów. Był w składzie Polskiej Komisji Współpracy Prawniczej Międzynarodowej. Pełnił funkcję delegata rządu RP na rokowania z komisją papieską w sprawie wykonania konkordatu. Jako urzędnik PRM był autorem projektu późniejszego rozporządzenia Prezydenta RP z dnia 27 października 1932 r. Prawo o Najwyższym Trybunale Administracyjnym. Decyzją prezydenta RP Ignacego Mościckiej 3 listopada 1932 został mianowany na stanowisko pierwszego prezesa NTA (został nim zarówno pod względem historycznym jak i funkcyjnym). Działał również na polu społecznym, będąc wiceprezesem Komitetu Pomocy Dzieciom Pracowników Państwowych oraz prezesem Związku Urzędników Państwowych z Akademickim Wykształceniem.
Zmarł po trzech miesiącach choroby 10 kwietnia 1933 w Otwocku. Został pochowany 12 kwietnia 1933 na cmentarzu Powązkowskim w Warszawie (kwatera 113-3-23).
Był żonaty z Zofią z Horwathów (zm. w 1928 w wieku 33 lat). Miał córki.

## Ordery i odznaczenia
- Krzyż Komandorski Orderu Odrodzenia Polski (3 maja 1928)[11][12]
- Krzyż Oficerski Orderu Odrodzenia Polski (2 maja 1923)[13][2]
- Złoty Krzyż Zasługi (9 listopada 1931)[14]
- Krzyż Jubileuszowy dla Cywilnych Funkcjonariuszów Państwowych (Austro-Węgry, przed 1918)[15]